# Urozana cordatula
Urozana cordatula là một loài bướm đêm thuộc phân họ Arctiinae, họ Erebidae.